# Internationaal filmfestival van Berlijn 2015
Het  65ste internationaal filmfestival van Berlijn was een internationaal filmfestival dat plaatsvond in Berlijn van 5 tot 15 februari 2015.
De openingsfilm van het filmfestival op 5 februari was Nadie quiere la noche van Isabel Coixet.

## Competitie

### Jury

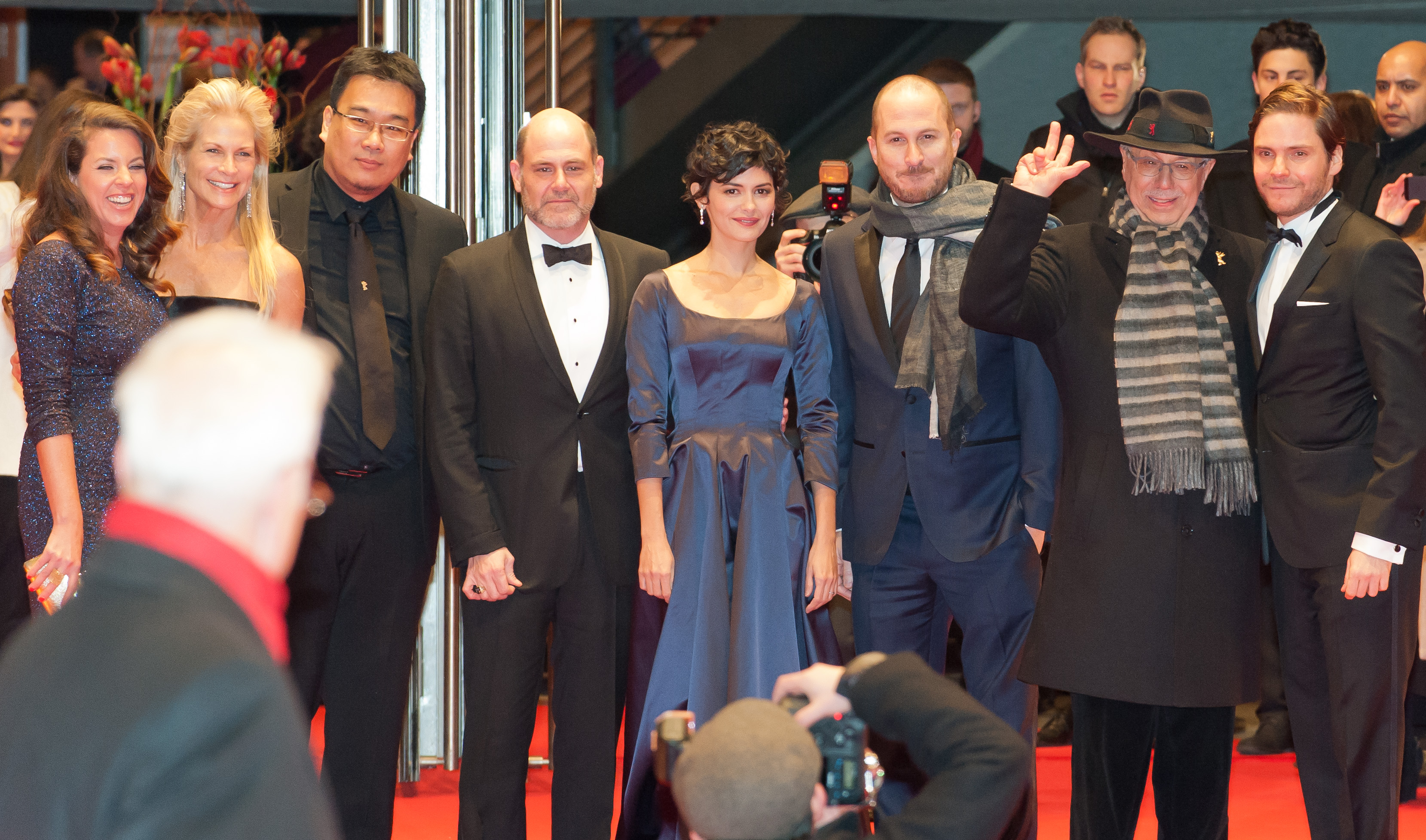
Van links naar rechts: Claudia Llosa, Martha De Laurentiis, Bong Joon-ho, Matthew Weiner, Audrey Tautou, Darren Aronosky, Dieter Kosslick (festivalorganisator) en Daniel Brühl tijdens de opening van het 65ste filmfestival van Berlijn

De internationale jury bestond uit:
| Naam    | Naam                              | Beroep                                  | Land             |
| ------- | --------------------------------- | --------------------------------------- | ---------------- |
| nothumb | Darren Aronofsky (juryvoorzitter) | Filmregisseur                           | Verenigde Staten |
| nothumb | Daniel Brühl                      | Acteur                                  | Duitsland        |
| nothumb | Bong Joon-ho                      | Filmregisseur                           | Zuid-Korea       |
| nothumb | Martha De Laurentiis              | Producent                               | Verenigde Staten |
| nothumb | Claudia Llosa                     | Filmregisseur                           | Peru             |
| nothumb | Audrey Tautou                     | Actrice                                 | Frankrijk        |
| nothumb | Matthew Weiner                    | Scenarioschrijver, regisseur, producent | Verenigde Staten |

### Deelnemers
Volgende films deden mee aan de competitie:
| Film                                                       | Regisseur            | Land                                            | Prijs                                                                                                 |
| ---------------------------------------------------------- | -------------------- | ----------------------------------------------- | --- |
| 45 Years                                                   | Andrew Haigh         | Verenigd Koninkrijk                             | Zilveren Beer voor beste actrice (Charlotte Rampling) Zilveren Beer voor beste acteur (Tom Courtenay) |
| Aferim!                                                    | Radu Jude            | Roemenië- Bulgarije- Tsjechië                   | Zilveren Beer voor beste regisseur (Radu Jude)                                                        |
| Als wir träumten                                           | Andreas Dresen       | Duitsland- Frankrijk                            | |
| Cha và con và (Big Father, Small Father and Other Stories) | Dang Di Phan         | Vietnam                                         | |
| Ciało (Body)                                               | Małgorzata Szumowska | Polen                                           | Zilveren Beer voor beste regisseur (Małgorzata Szumowska)                                             |
| Ten no Chasuke (Chasuke's Journey)                         | Sabu                 | Japan                                           | |
| Journal d'une femme de chambre                             | Benoît Jacquot       | België- Frankrijk                               | |
| Eisenstein in Guanajuato                                   | Peter Greenaway      | Nederland- Mexico- België- Finland              | |
| Yi bu zhi yao                                              | Jiang Wen            | China                                           | |
| Ixcanul                                                    | Jayro Bustamante     | Guatemala- Frankrijk                            | Alfred Bauerprijs                                                                                     |
| Knight of Cups                                             | Terrence Malick      | Verenigde Staten                                | |
| Nadie quiere la noche (Nobody Wants the Night)             | Isabel Coixet        | Spanje- Frankrijk- Bulgarije                    | |
| Queen of the Desert                                        | Werner Herzog        | Verenigde Staten                                | |
| Vergine giurata (Sworn Virgin)                             | Laura Bispuri        | Italië- Zwitserland- Duitsland- Albanië- Kosovo | |
| Taxi                                                       | Jafar Panahi         | Iran                                            | Gouden Beer                                                                                           |
| El club                                                    | Pablo Larraín        | Chili                                           | Grote prijs van de jury (Zilveren Beer)                                                               |
| El botón de nácar (The Pearl Button)                       | Patricio Guzmán      | Frankrijk- Chili- Spanje                        | Zilveren Beer voor beste scenario (Patricio Guzmán)                                                   |
| Pod electricheskimi oblakami (Under Electric Clouds)       | Alexey German Jr.    | Rusland- Oekraïne- Polen                        | Zilveren Beer voor de beste artistieke bijdrage (Evgenij Privin & Sergej Michaltsjoek)                |
| Victoria                                                   | Sebastian Schipper   | Duitsland                                       | Zilveren Beer voor de beste artistieke bijdrage (Sturla Brandt Grøvlen)                               |

Buiten competitie:
| Film                     | Regisseur           | Land                                            |
| ------------------------ | ------------------- | ----------------------------------------------- |
| Elser (13 Minutes)       | Oliver Hirschbiegel | Duitsland                                       |
| Cinderella               | Kenneth Branagh     | Verenigde Staten- Verenigd Koninkrijk           |
| Every Thing Will Be Fine | Wim Wenders         | Duitsland- Canada- Frankrijk- Zweden- Noorwegen |
| Mr. Holmes               | Bill Condon         | Verenigd Koninkrijk                             |

## Berlinale Special Galas
De volgende films werden geselecteerd voor de Berlinale Special Galas-sectie:
| Film                   | Regisseur                                       | Land                                                           |
| ---------------------- | ----------------------------------------------- | -------------------------------------------------------------- |
| Are You Here           | Matthew Weiner                                  | Verenigde Staten                                               |
| Bloodline              | Todd A. Kessler, Daniel Zelman en Glenn Kessler | Verenigde Staten                                               |
| Breathe Umphefumlo     | Mark Dornford-May                               | Zuid-Afrika                                                    |
| Fifty Shades of Grey   | Sam Taylor-Johnson                              | Verenigde Staten                                               |
| Torneranno i prati     | Ermanno Olmi                                    | Italië                                                         |
| Life                   | Anton Corbijn                                   | Verenigd Koninkrijk- Canada                                    |
| The Look of Silence    | Joshua Oppenheimer                              | Denemarken- Noorwegen- Finland- Verenigd Koninkrijk- Indonesië |
| Love and Mercy         | Bill Pohlad                                     | Verenigde Staten                                               |
| Die abhandene Welt     | Margarethe von Trotta                           | Duitsland                                                      |
| Selma                  | Ava DuVernay                                    | Verenigd Koninkrijk- Verenigde Staten                          |
| The Seventh Fire       | Jack Pettibone Riccobono                        | Verenigde Staten                                               |
| Fúsi (Virgin Mountain) | Dagur Kári                                      | IJsland- Denemarken                                            |
| Woman in Gold          | Simon Curtis                                    | Verenigd Koninkrijk- Verenigde Staten                          |

## Berlinale Classics
De volgende films werden geselecteerd voor de Berlinale Classics-sectie:
| Film                     | Regisseur       | Land                           | Jaar |
| ------------------------ | --------------- | ------------------------------ | ---- |
| Jahrgang 45              | Jürgen Böttcher | Duitse Democratische Republiek | 1966 |
| Neun Leben hat die Katze | Ula Stöckl      | Bondsrepubliek Duitsland       | 1968 |
| Goldfinger               | Guy Hamilton    | Verenigd Koninkrijk            | 1964 |
| In Cold Blood            | Richard Brooks  | Verenigde Staten               | 1967 |
| Varieté                  | E.A. Dupont     | Duitsland                      | 1925 |

## Prijzen[1]
- Gouden Beer: Taxi van Jafar Panahi
- Grote prijs van de jury (Zilveren Beer): El club van Pablo Larraín
- Zilveren Beer voor beste regisseur: Radu Jude (Aferim!) ex aequo met Małgorzata Szumowska (Ciało)
- Zilveren Beer voor beste acteur: Tom Courtenay (45 Years)
- Zilveren Beer voor beste actrice: Charlotte Rampling (45 Years)
- Zilveren Beer voor beste scenario: Patricio Guzmán (El botón de nácar)
- Zilveren Beer voor de beste artistieke bijdrage (van één persoon): Sturla Brandt Grøvlen (Victoria) ex aequo met Evgenij Privin & Sergej Michaltsjoek (Pod electricheskimi oblakami)
- Alfred Bauerprijs (voor een film die "nieuwe perspectieven toont" voor de filmkunst): Ixcanul van Jayro Bustamante